# Old Post Office (Búfalo)
El Old Post Office, también conocida como U.S. Post Office, es un edificio histórico de correos ubicado en 121 Ellicott Street en la ciudad de Búfalo en el estado de Nueva York (Estados Unidos). Fue diseñado por el estudio Aiken and Taylor y por el arquitecto Jeremiah O'Rourke a principios de los años 1890 e inaugurdo en 1901. Gracias a su torre el edificio alcanza una altura de 74,37 metros, lo que lo ubica como el 14° más ato de la ciudad. Fue incluido en el Registro Nacional de Lugares Históricos mantenido por el Servicio de Parques Nacionales del Departamento del Interior de los Estados Unidos en 1972 como U.S. Post Office.

## Historia
Fue diseñado por la Oficina del Arquitecto Supervisor del antiguo Departamento de Correos de Estados Unidos. Durante el mandato de Jeremiah O'Rourke cuando comenzó la construcción en 1897. El edificio de 1,5 millones de dólares se inauguró en 1901 durante el mandato de James Knox Taylor y funcionó como la oficina central de correos hasta 1963. El edificio de cuatro pisos de estilo neogótico altamente ornamentado presenta una torre de 244 pies sobre la entrada central. La característica principal del interior es un patio techado. Posteriormente fue ocupada por varias oficinas federales. Desde 1981, ha sido la sede del campus urbano de la SUNY Erie.

## Galería

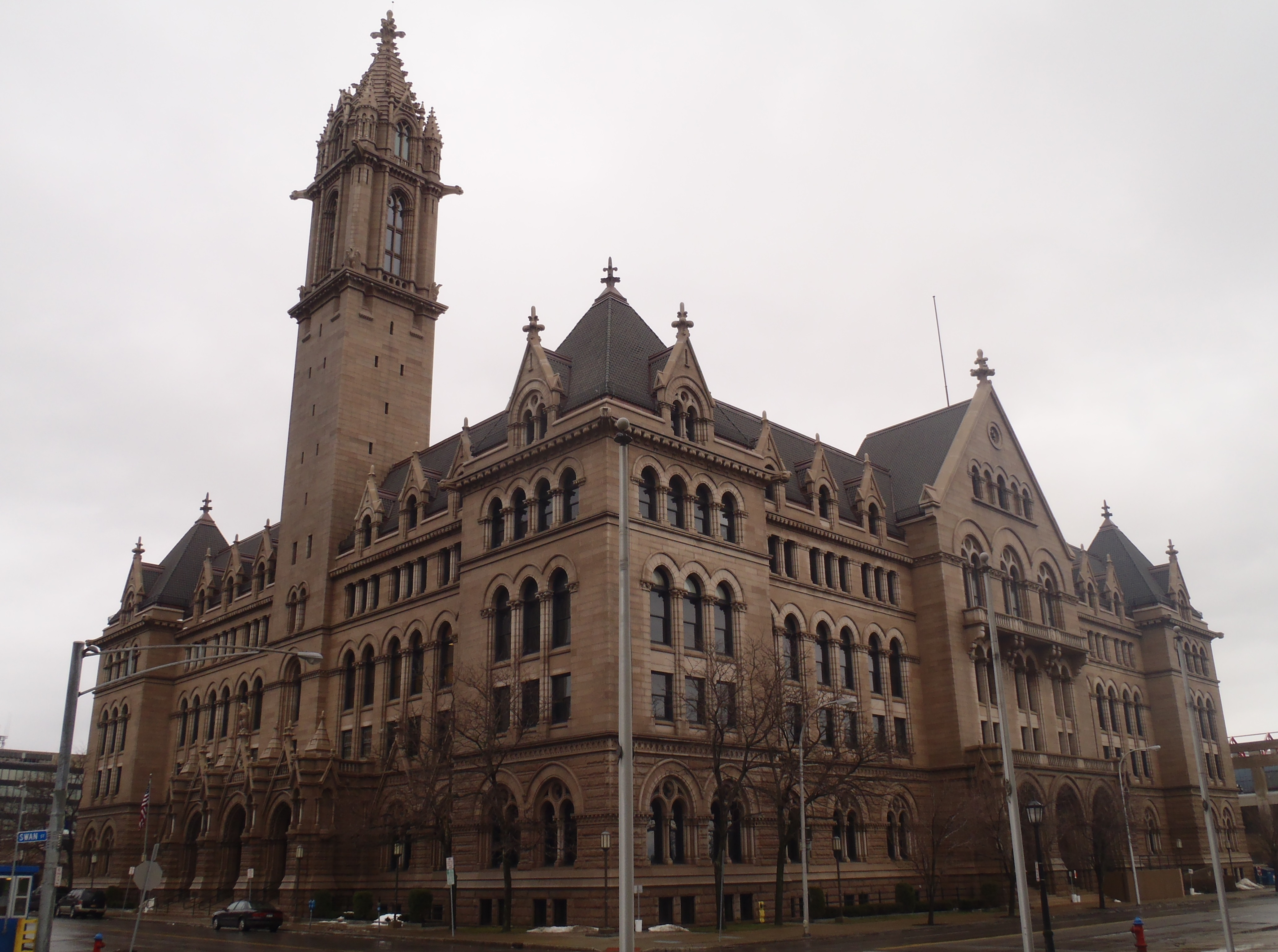
Vista del Old Post Office desde el estadio.
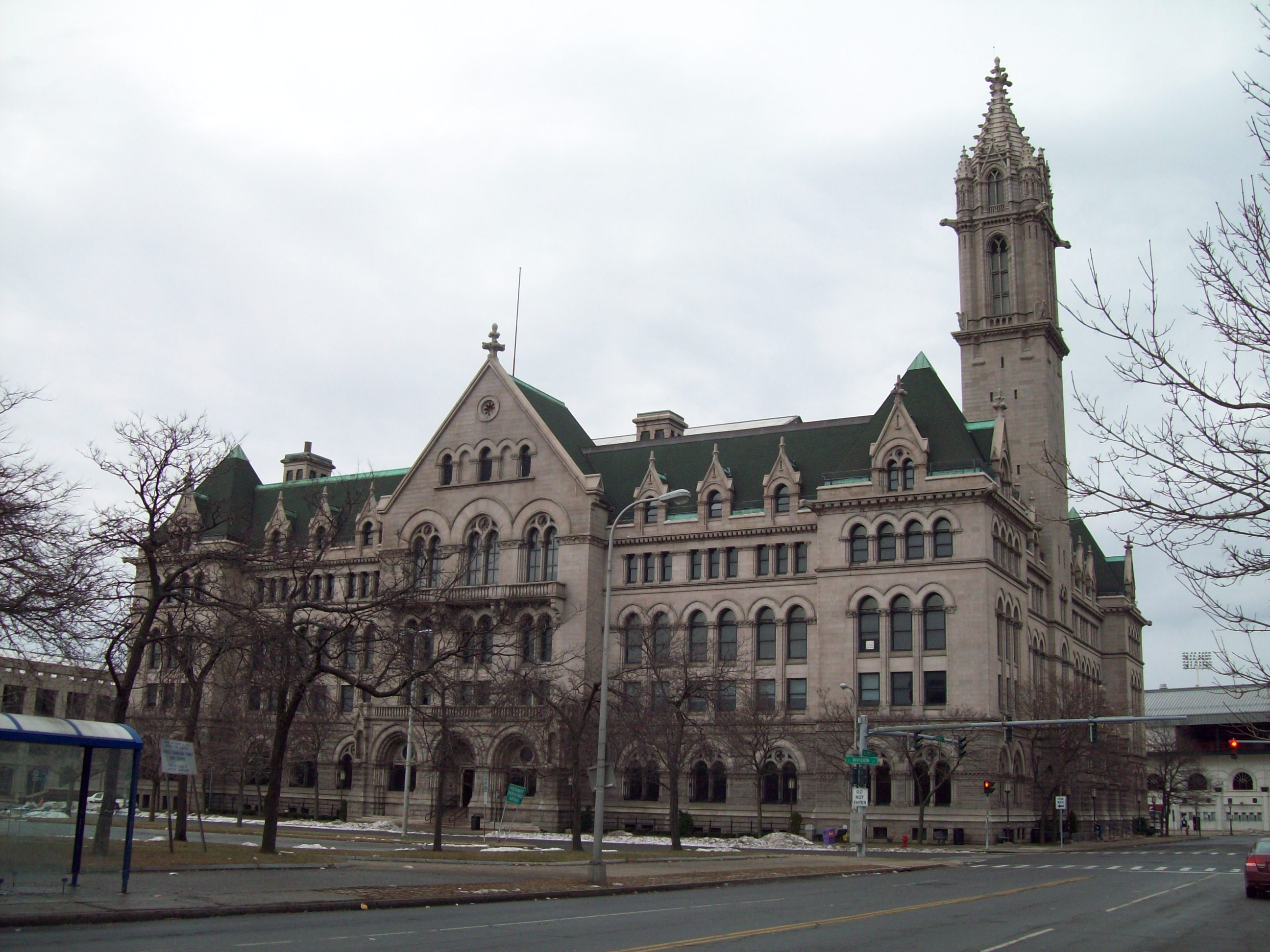
Vista del edificio en su conjunto.
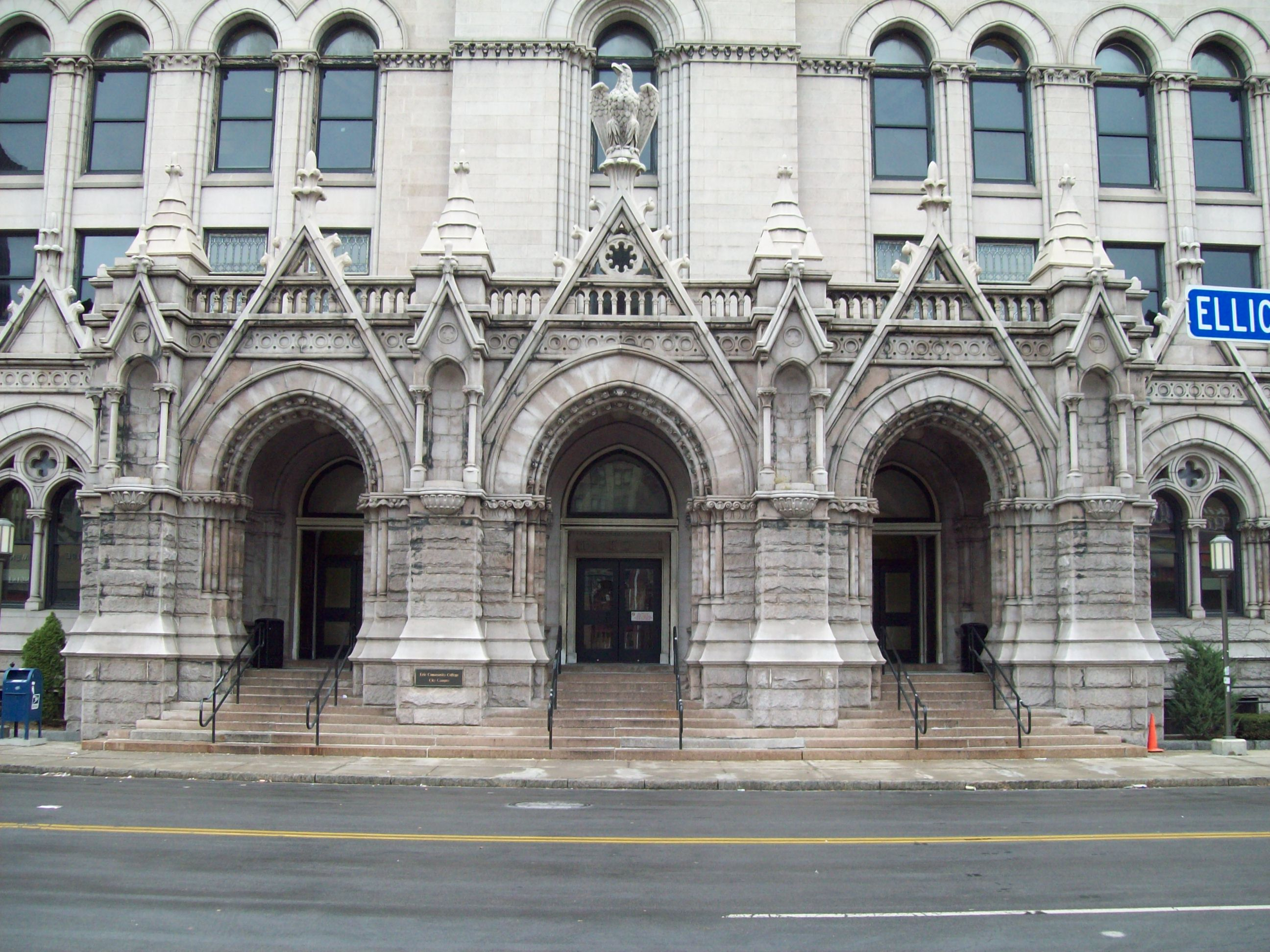
Detalle del entrada.
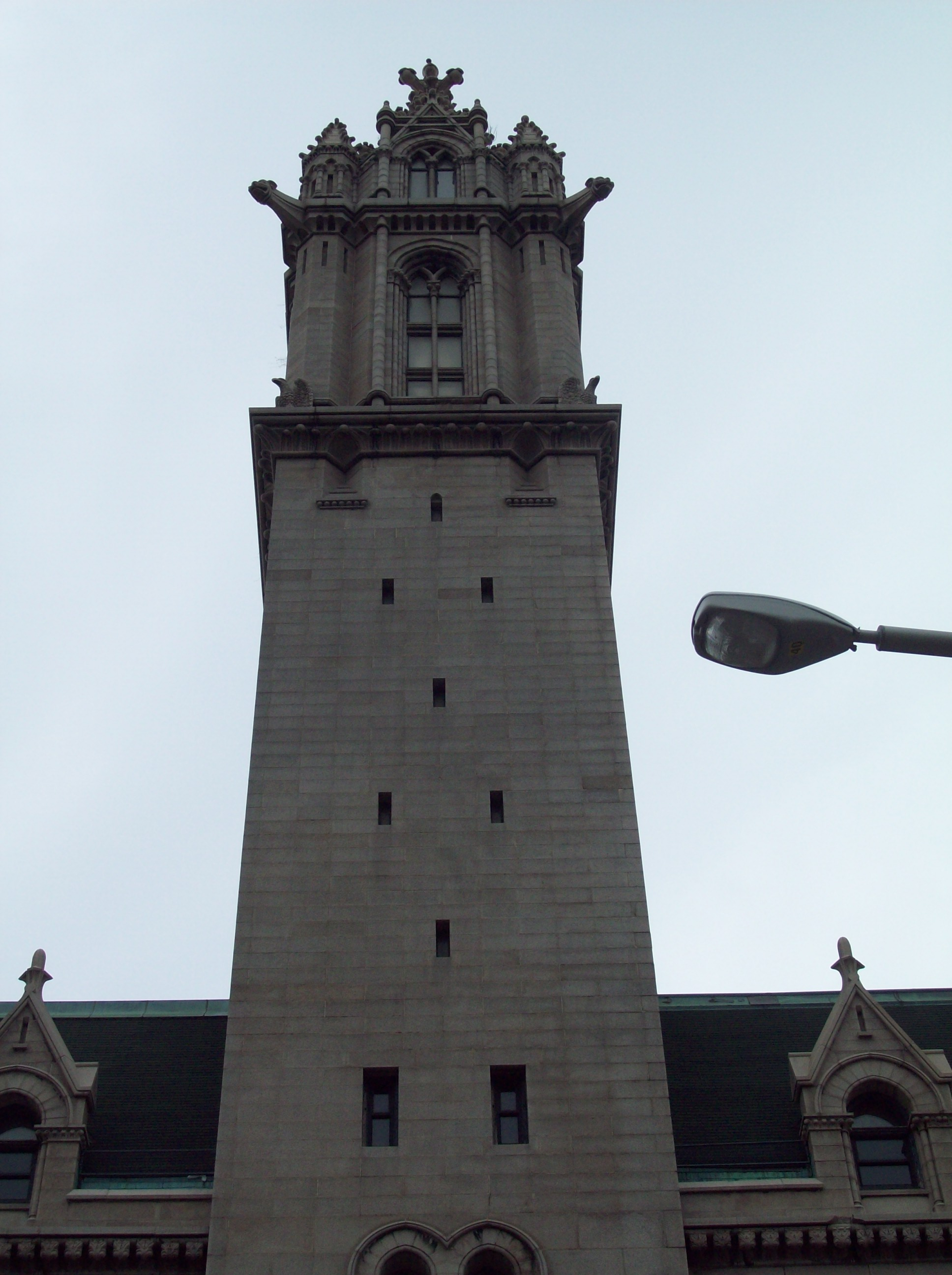
Detalle de la torre.
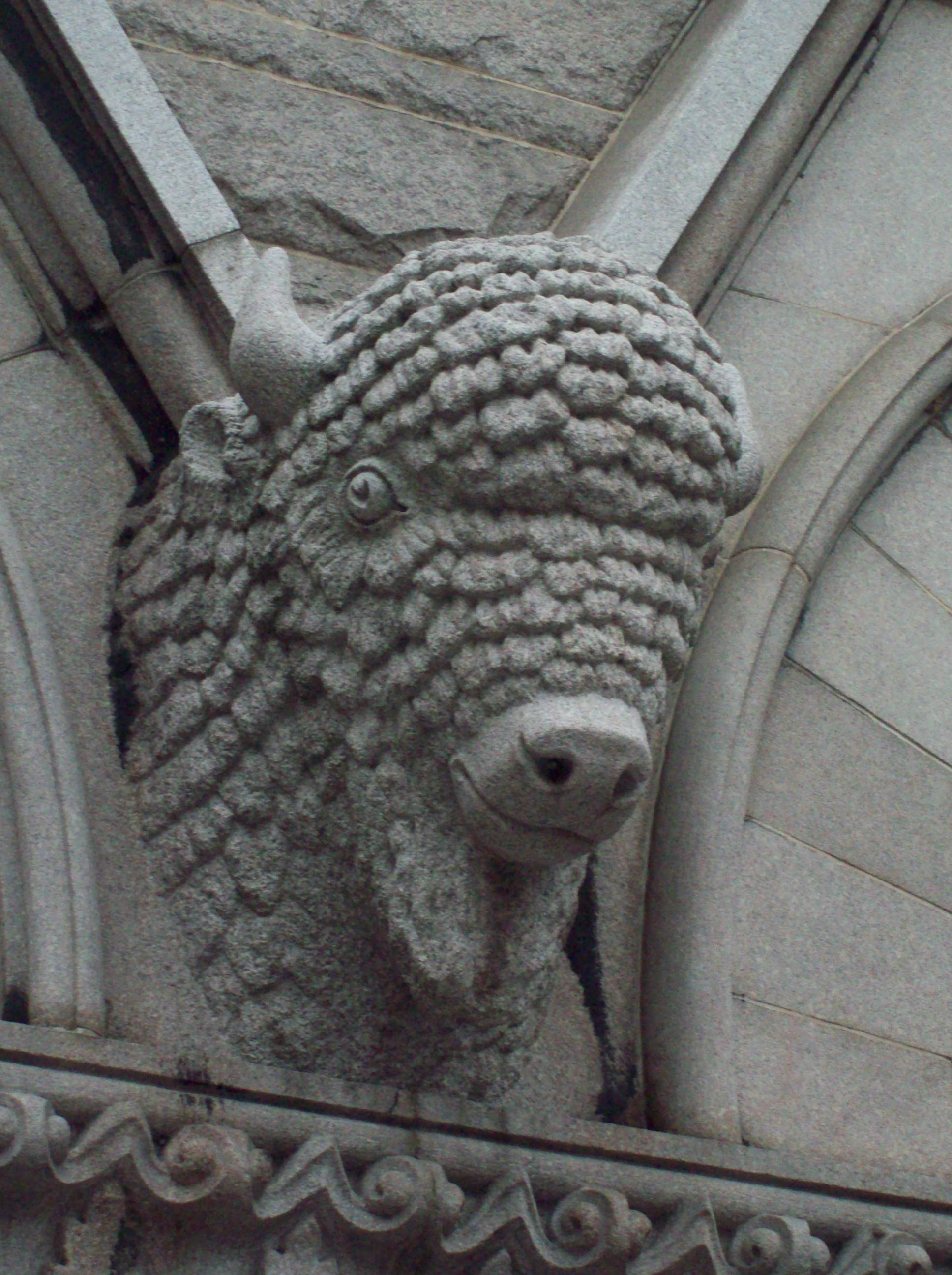
Escultura arquitectónica en la fachada.